# Николай Ангелов (политик)
Николай Добрев Ангелов е български политик и инженер, кмет на Балчик (от 2007 г.).

## Биография
Николай Ангелов е роден на 26 декември 1962 г. в град Балчик, Народна република България. През 1980 г. завършва ЕСПУ „Христо Ботев“ в родния си град. През 1988 г. завършва специалност „Инженер-металург“ във Висшия химико-технологичен институт в София.
В периода от октомври 1988 до март 1993 г. работи като технолог в „Геомашремонт“ ЕООД (Балчик), а от март 1993 до септември 1998 г. е началник цех в същата фирма. От септември 1998 г. до януари 2004 г. притежава фирма в сферата на машиностроенето – ЕТ „Николай Ангелов“. От януари до март 2004 г. е началник на район Балчик към „Водоснабдяване и канализация“ ЕООД, Добрич. От март 2004 до септември 2005 г. е управител на „Водоснабдяване и канализация“ ЕООД, Добрич. От октомври 2006 до юни 2007 г. е изпълнителен директор на „Пътно строителство и поддържане“ ЕАД, Добрич.

### Политическа дейност
На местните избори през 2007 г. е кандидат за кмет на община Балчик, издигнат от Инициативен комитет, подкрепен от БСП, НДСВ, ГЕРБ, и ДПС. На проведения първи тур получава 2289 гласа (или 23,93%) и се явява на балотаж с кандидата на „Зелената партия“ Красимир Михайлов, който получава 4057 гласа (или 42,41%). Избран е на втори тур с 4469 гласа (или 51,17%).
На местните избори през 2011 г. е кандидат за кмет на община Балчик, издигнат от Инициативен комитет. На проведения първи тур получава 3731 гласа (или 36,39%) и се явява на балотаж с кандидата на ГЕРБ Светомир Михайлов, който получава 2351 гласа (или 22,93%). Избран е на втори тур с 5553 гласа (или 56,67%).
На местните избори през 2015 г. е кандидат за кмет на община Балчик, издигнат от Инициативен комитет. Избран е на първи тур с 5335 гласа (или 55,10%).
На местните избори през 2019 г. е кандидат за кмет на община Балчик, издигнат от Инициативен комитет. Избран е на първи тур с 4984 гласа (или 52,80%).